# Joan Junquera i Baguñà
Joan Junquera i Baguñà (Caldes de Montbui, 1900 - Caldes de Montbui, 30 de setembre de 1938) fou un atleta i jugador d'hoquei sobre herba català.

## Trajectòria
En atletisme destacà en proves de velocitat. Les seves millors marques foren 11,2 en 100 metres (1925) i 23,2 en 200 metres (1924), establint el rècord de Catalunya en ambdues proves i d'Espanya en 200 metres. Fou tres cops campió de Catalunya, dues en 100 m (1924, 1925) i una en 200 m (1924), i d'Espanya en 200 m (1924). Va participar en els Jocs Olímpics de París de 1924 en les proves d'100 metres, 200 metres i 4 x 100 metres lliures.
Pel que fa a l'hoquei sobre herba fou jugador de la Societat Sportiva Pompeia (1918-23), i amb la dissolució d'aquesta ingressà al FC Barcelona (1923-33), amb el qual guanyà el Campionat de Catalunya l'any 1931. Presidí l'Associació d'Hoquei de Catalunya (1918) i participà en els Jocs Olímpics d'Amsterdam del 1928.

## Palmarès

### Atletisme
Campió de Catalunya
- 100 metres llisos: 1924, 1925
- 200 metres llisos: 1924

Campió d'Espanya
- 200 m: 1924

### Hoquei sobre herba
- Campionat de Catalunya: 1931